# Poblete-Halbinsel
Die Poblete-Halbinsel (in Chile Península Poblete, in Argentinien Península De Solier) ist eine Halbinsel an der Danco-Küste des Grahamlands auf der Antarktischen Halbinsel. Sie bildet den nordöstlichen Teil der Arctowski-Halbinsel und separiert die Hugershoff Cove vom übrigen Teil der Wilhelmina Bay.
Chilenische Wissenschaftler benannten sie nach Mario Poblete Garcés, beteiligt an den Vorbereitungen zur 6. Chilenischen Antarktisexpedition (1951–1952), Schiffsführer der Piloto Pardo bei der 20. Chilenischen Antarktisexpedition (1965–1966) und ab 1971 Direktor des Instituto Antártico Chileno. Der Namensgeber der argentinischen Benennung ist dagegen nicht überliefert.